# Plovput
Plovput est une société croate, dont le cœur de métier est l'entretien des voies navigables, l'exploitation des phares.

## Historique
La société a été fondée en 1992 par un décret du gouvernement croate et appartient à 100 % à la République de Croatie. La société a repris l'ensemble des opérations précédemment réalisées par l'Institution d'entretien des voies navigables maritimes, ainsi que les actifs exploités par cette dernière société. Le statut juridique actuel est celui d'une société à responsabilité limitée depuis 1997, conformément à une législation spéciale promulguée par le Parlement croate,.

## Secteur d'activités
Si Plovput est à l'origine active dans le domaine de l'entretien des voies navigables, l'exploitation des phares, elle a développé des activités plus diversifiées. Ces activités supplémentaires comprennent la location de phares en tant qu'hébergement touristique haut de gamme,.

## Résultats économiques
En 2010, le revenu net de la société était de 10 millions de kunas, ce qui représente une augmentation par rapport au revenu net de 2,1 millions de kunas déclaré pour 2009. En 2010, l'entreprise employait 263 personnes,.